# 七寶 (佛教)
七寶（羅馬化：Sapta-ratna，羅馬化：Satta-ratana），佛家语，指人間最寶貴的七種寶物。七宝最早来自古印度神话，佛教沿用。

## 定義
不同佛經對其內容說法均不相同，通常必定不會改變的是“ 硨磲、瑪瑙、金、銀、琉璃”這五個，其餘兩種經常被替換。
目前把七寶一一寫出的佛經唯有三个，分别是
- 《佛說阿彌陀經》：硨磲、瑪瑙、珊瑚、金、銀、琉璃、赤珠。
- 《無量寿經》：硨磲、瑪瑙、金、銀、琉璃、珊瑚、玻璃。
- 《法華經》：硨磲、瑪瑙、金、銀、琉璃、珍珠、玫瑰。

關於不同的說法，其中“赤珠”即紅玉髓可以替換成珊瑚和玫瑰；玻璃和琉璃可以互換，也可以替換成珍珠，佛教七寶中未有蜜蠟和蘇玳等寶物，但很多華人信徒會用這些寶物替代。

## 功用
七寶是修行、供养的聖物，有以下功用：
1. 硨磲：可消災解厄，除惡聚靈，庇佑子孫，安神鎮定，驅邪避凶，辟邪擋煞之功。作為清朝六品官員的頂珠，及家具的螺鈿紫工藝。
2. 珊瑚：防止災禍，增智慧，結佛緣。
3. 蜜蜡（琥珀）：具驅邪、辟邪定魂能力，多作為室內盆栽裝飾。
4. 珍珠、赤珠、紅玉髓、真珠：平靜心靈、開悟大智，多作為項鏈、手串。
5. 琉璃：淨化、通靈，多在印度瑜伽中幫助開啟脈輪。
6. 金：多用來做成佛像和大殿裝飾，具有增益的效果。
7. 銀：息災、定神，為古代的通用貨幣銀元寶。

## 輪王七寶
據經典所載，轉輪聖王具有七寶。
其一：《大乘理趣六波羅蜜多經》云：
|  | 如轉輪王具足七寶。云何為七？所謂大觀察故，大隨順故，大智慧故，大精進故，大方便故，大證悟故，大事業故。大觀察者，菩薩摩訶薩，親近善友，聽聞正法，於一剎那，悟一切法，實相現前。大隨順者，菩薩摩訶薩，成就大智、大定、大悲，利益自、他故。大智慧者，菩薩摩訶薩，見真實相，我、法皆空。大精進者，菩薩摩訶薩，於無量阿僧祇劫，大悲萬行能成辦故。大方便者，菩薩摩訶薩，得平等忍，不住生死，不證涅槃。大證悟者，菩薩摩訶薩，證力、無畏、不共佛法，無量無邊大功德故。大事業者，菩薩摩訶薩，於生死中得大菩提，成就圓滿恒沙萬億佛事業故。具足如是七種勝法，而為法王，是名菩薩摩訶薩大乘善巧智。 |

其二:《長阿含經》云：
|  | 王自在以法治化。人中殊特。七寶具足。一者金輪寶。二者白象寶。三者紺馬寶。四者神珠寶。五者玉女寶。六者居士寶。七者主兵寶。 爾時。世尊告諸比丘。若轉輪王出於世時。當知便有七寶出世。云何為七。輪寶．象寶．馬寶．珠寶．女寶．居士寶．主兵臣寶。是謂為七。 時。長壽王憶父王教。未曾暫捨。以法治化。無有阿曲。未經旬日。便復得作轉輪聖王。七寶具足。所謂七寶者。輪寶．象寶．馬寶．珠寶．玉女寶．典藏寶．典兵寶。是謂七寶。復有千子。勇猛智慧。能除眾苦。統領四方。 |

其三：《大乘百福莊嚴相經》云：
|  | 轉輪聖王，王四天下，自在福聚，七寶成就，千子具足。何謂七寶？一者金輪寶，二者白象寶，三者紺馬寶，四者神珠寶，五者玉女寶，六者主藏寶，七者主兵寶。 |